# Didymocantha
Didymocantha is een kevergeslacht uit de familie van de boktorren (Cerambycidae). De wetenschappelijke naam van het geslacht werd voor het eerst geldig gepubliceerd in 1840 door Newman.

## Soorten
Didymocantha omvat de volgende soorten:
- Didymocantha brevicollis Pascoe, 1866
- Didymocantha clavipes Broun, 1883
- Didymocantha flavopicta McKeown, 1949
- Didymocantha gracilis McKeown, 1942
- Didymocantha laticornis (Fauvel, 1906)
- Didymocantha nigra Blackburn, 1890
- Didymocantha novica Blackburn, 1892
- Didymocantha obliqua Newman, 1840
- Didymocantha pallida Broun, 1893
- Didymocantha picta Bates, 1874
- Didymocantha quadriguttata Sharp, 1886
- Didymocantha sublineata (White, 1846)